# Pleasure
Pleasure es una película dramática de 2021 dirigida y escrita por Ninja Thyberg. Protagonizada por Sofia Kappel, Revika Anne Reustle, Evelyn Claire, Chris Cock, Dana DeArmond y Kendra Spade, la película se basa en un cortometraje homónimo de 2013. 
Pleasure fue seleccionada para el Festival de Cine de Cannes de 2020 y se estrenó en el Festival de Cine de Sundance de 2021 en la sección de Cine Dramático Internacional.

## Elenco
- Sofia Kappel (Doblaje al español:Mireya Mendoza) como Bella Cherry / Linnéa
- Revika Anne Reustle  (Doblaje al español:Patricia Avecedo) como Joy
- Evelyn Claire  (Doblaje al español:Annie Rojas) como Ava Rhoades
- Chris Cock (Doblaje al español:Gerardo Vásquez) como Bear
- Dana DeArmond (Doblaje al español:Tini Stoessel) como Ashley
- Kendra Spade como Kimberly

## Estreno
La película se estrenó en el Festival de Cine de Sundance de 2021 el 1 de febrero. El 8 de febrero de 2021, A24 adquirió los derechos de distribución de la película en Estados Unidos. Sin embargo, el 7 de octubre de 2021, se anunció que Neon había adquirido los derechos de distribución en Estados Unidos, supuestamente debido a conflictos sobre los planes de A24 de lanzar un corte editado con clasificación R además de la versión sin censura; Neon dijo que no exigiría ninguna edición alternativa. La película se proyectará en el AFI Fest 2021 en Los Ángeles el 13 de noviembre.

## Recepción
El agregador de reseñas Rotten Tomatoes muestreó a 36 críticos y, clasificó sus reseñas como positivas o negativas, resultando 32 positivas y 4 negativas, es decir una calificación del 89% positivas. Entre las críticas, determinó una calificación promedio de 7,7 sobre 10. La crítica consensuada rezaba: "Provocadora en múltiples niveles, Pleasure abre el telón sobre los aspectos desagradables de la industria del "cine para adultos", con la poderosa actuación de Sofia Kappel a la cabeza".  En Metacritic, la película tiene un puntaje promedio ponderado de 74 sobre 100, basado en 8 críticos, lo que indica "críticas generalmente favorables".